# Padiș

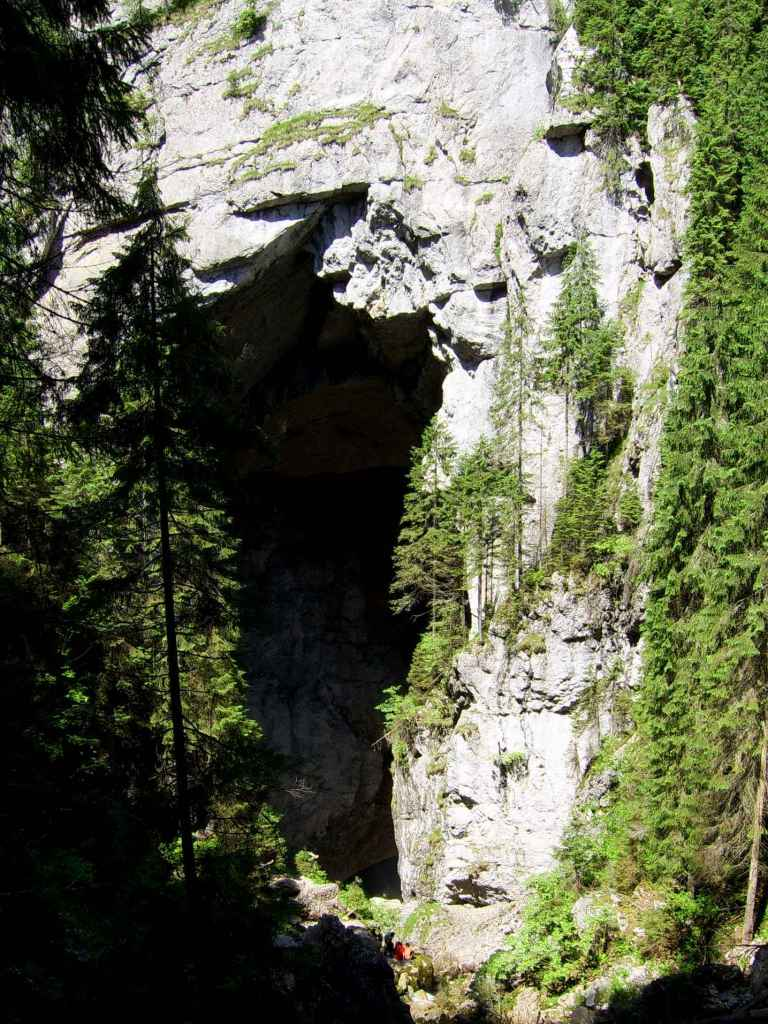
Twierdza Ponoru, słynny portal stanowiący wejście do jaskini

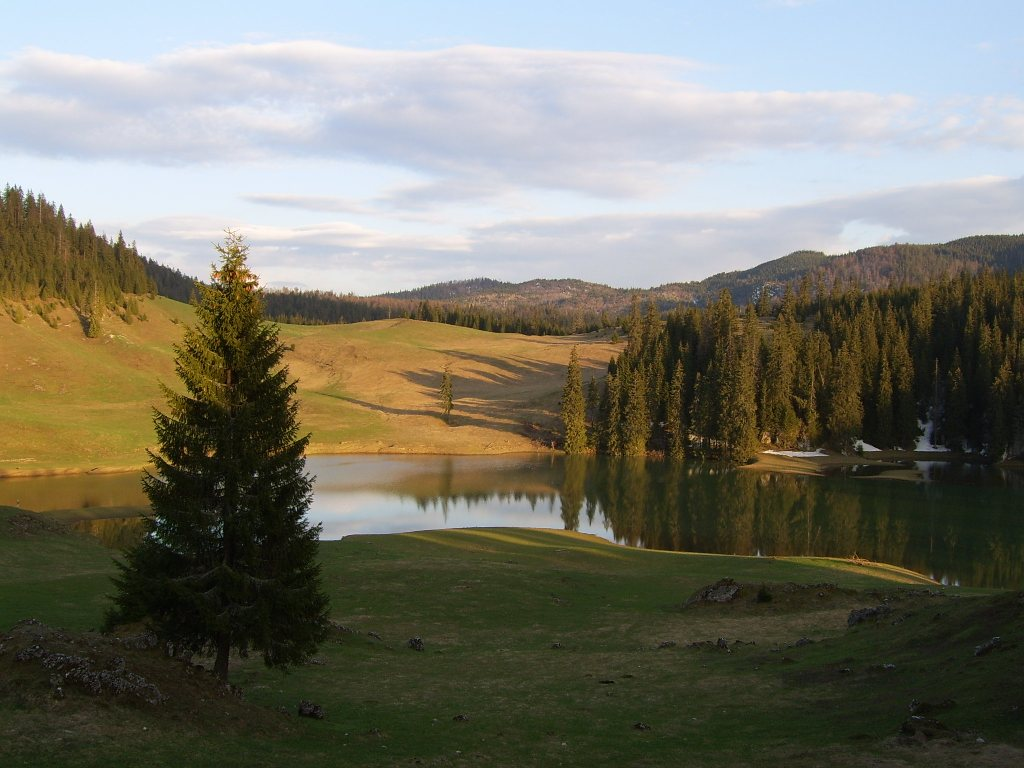
Polana Ponor z tymczasowym jeziorkiem; przykład polia

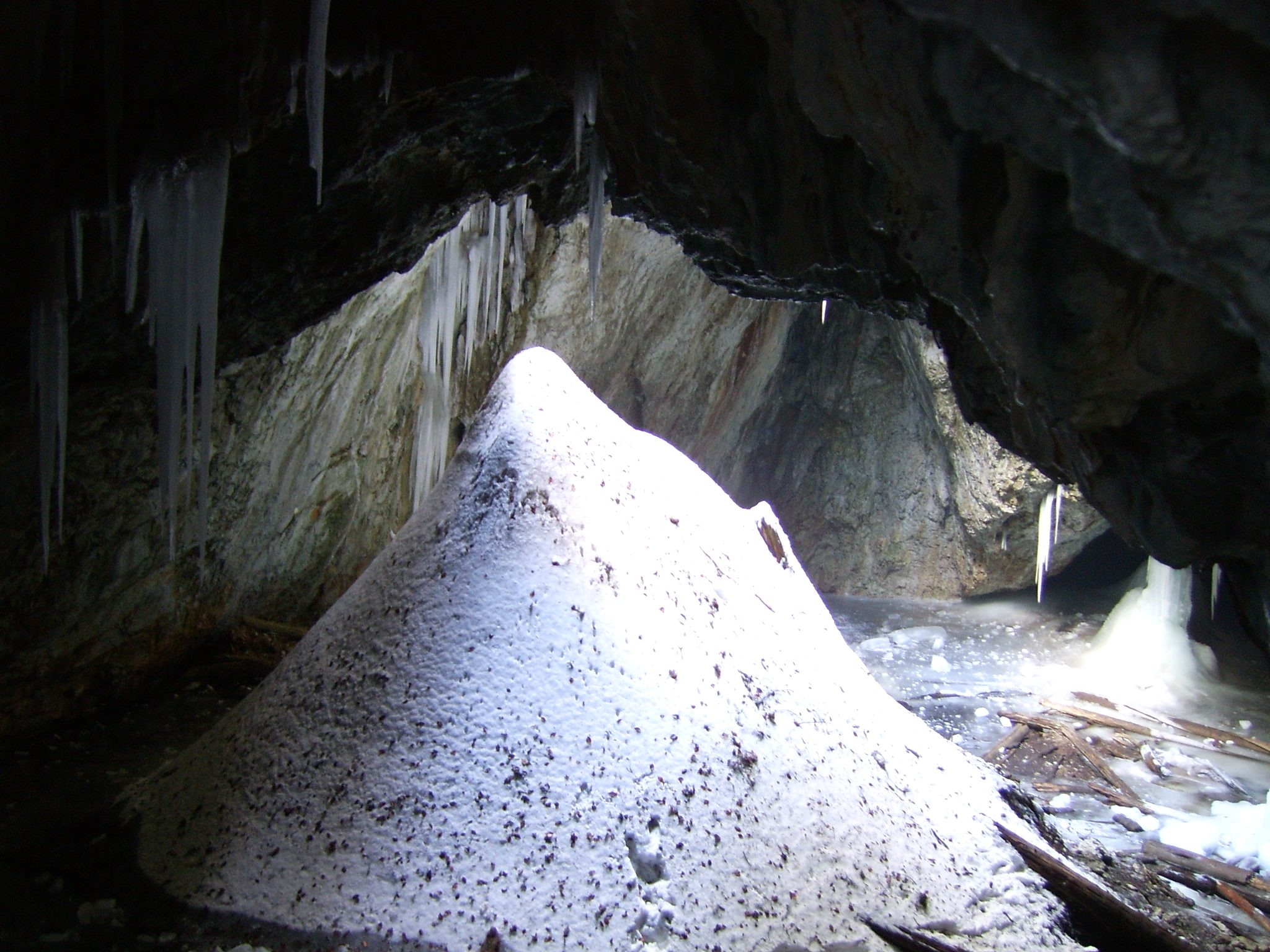
Kolumna lodowa w Jaskini Żywego Ognia

Płaskowyż Padiș położony jest w północno-zachodniej Rumunii, w północnej części gór Bihor (centralna część Gór Zachodniorumuńskich, zwanych też Apuseni). Tradycyjne określenie „region Padiș” dotyczy obszaru leżącego pomiędzy górnymi odcinkami rzek Somesul Cald, Aries oraz Crisul Negru, natomiast sam płaskowyż znajduje się w centralnej części tego regionu.

## Geologia
Obszar Padiș budują głównie mezozoiczne skały osadowe, należące do autochtonu Bihor, jednego z trzech głównych elementów tektonicznych jednostki strukturalnej zwanej Północnymi Apuseni. Spośród skał ulegających krasowieniu, w południowej części płaskowyżu dominują wapienie jurajskie, natomiast w części północnej – triasowe wapienie i dolomity. Występowanie skał węglanowych, jak i takich odpornych na działanie krasu, stworzyło dogodne warunki dla rozwoju urozmaiconej rzeźby. Na stosunkowo niewielkim obszarze zobaczyć można wspaniale wykształcone formy krasu powierzchniowego i podziemnego, jak jaskinie, aweny, ponory, wywierzyska, wąwozy czy leje krasowe. Obszar ten więc nie bez powodu nazywany jest „królestwem karpackiego krasu”.

## Ciekawe obiekty
- Jaskinia Lodowa Żywego Ognia (Peșteră Ghețarul Focul Viu) – jedna z najsławniejszych jaskiń w obrębie płaskowyżu Padiș. W sali zwanej Big Hall znajduje się lodowa kolumna o wysokości 4–5 m oraz lodowe stalagmity. Lód pozostaje w jaskini przez cały rok, a jest to spowodowane obecnością otworu w stropie jaskini, przez który zimowe mroźne i cięższe powietrze dostaje się do środka, gdzie zostaje zatrzymane z powodu braku wentylacji.

- Krasowy kompleks Twierdzy Ponoru (Complexul carstic Cetățile Ponorului) jest zdecydowanie najbardziej zadziwiającym i najsławniejszym zespołem obiektów krasowych na terenie Rumunii, jak również w całych Karpatach. Kompleks krasowy tworzą: dolina z kaskadowym wodospadem zwana Doline 1, dwa zapadłe leje krasowe: Doline 2  i Doline 3 oraz jaskinia, przez którą przepływa podziemny strumień. Jednak zdecydowanie najatrakcyjniejszym obiektem jest skalny portal o wysokości 70 m. Cztery drewniane galerie widokowe umożliwiają podziwianie „z góry” potęgi i uroku całego kompleksu.

- Polana Ponor (Poiana Ponor) jest jedynym w okolicy przykładem polja. Interesującym zjawiskiem jest tu powierzchniowo – podziemny system wodny. Wody z obszaru grzbietu Magura Vanata pojawiają się w wywierzysku, paradoksalnie nazwanym Ponorem. Następnie strumień płynie przez polanę, aby po około 1 km zniknąć w kilku ponorach. Podczas wysokiego poziomu wody ponory nie są w stanie w całości jej zaabsorbować i w konsekwencji część polany zamienia się w tymczasowe, malownicze jezioro.

- Płaskowyż Zaginiony Świat (Platou Lumea Pierdută) przyciąga uwagę ze względu na głębokie aweny. Najgłębszym spośród nich jest Awen Czarny (Avenul Negru), który osiąga 108 m głębokości i 50 m średnicy. Mniejszymi formami są Awen Ukryty (Avenul Acoperit) oraz najciekawszy, przedzielony kamiennym mostem Awen Bliźniaczy (Avenul Geminata).

- Krasowej depresja Barsa (Groapa de la Barsa) kryje wielokilometrowy labirynt korytarzy systemu jaskiniowego Zăpodie- Neagra. Bez specjalistycznego sprzętu eksploracja nie jest jednak możliwa. Dostępny dla wszystkich turystów, przy sprzyjających warunkach, jest natomiast fragment Lodowej Jaskini Barsa (Peșteră Ghețarul de la Barsa).

## Ochrona przyrody
Płaskowyż Padiș znajduje się od 2003 roku w granicach Parku Narodowego Apuseni. Ponadto wiele cennych obiektów leżących na tym terenie objętych jest ochroną jako pomniki przyrody (Awen Bortig, Jaskinia Lodowa Żywego Ognia) bądź rezerwaty przyrody (np.  Płaskowyż Zaginiony Świat, depresja Barsa, Skała Galbena, Polana Florilor czy Twierdza Ponoru). 

## Zagospodarowanie turystyczne
Dostępność komunikacyjna regionu oraz oferta bazy noclegowej poprawiły się w ciągu ostatnich kilku lat. Przez płaskowyż biegnie leśna drogą, łącząca miejscowości Pietroasa (20 km) oraz Rachitele (30 km). Bazę noclegową stanowią prywatne pensjonaty, chaty zwane „cabana” oraz „dzikie” pola namiotowe. Do dyspozycji turystów jest ponad 70 km znakowanych szlaków pieszych. 